# Lomelosia stellata
Lomelosia stellata är en tvåhjärtbladig växtart som beskrevs av Constantine Samuel Rafinesque. Lomelosia stellata ingår i släktet Lomelosia och familjen Dipsacaceae. Inga underarter finns listade i Catalogue of Life.

## Bildgalleri

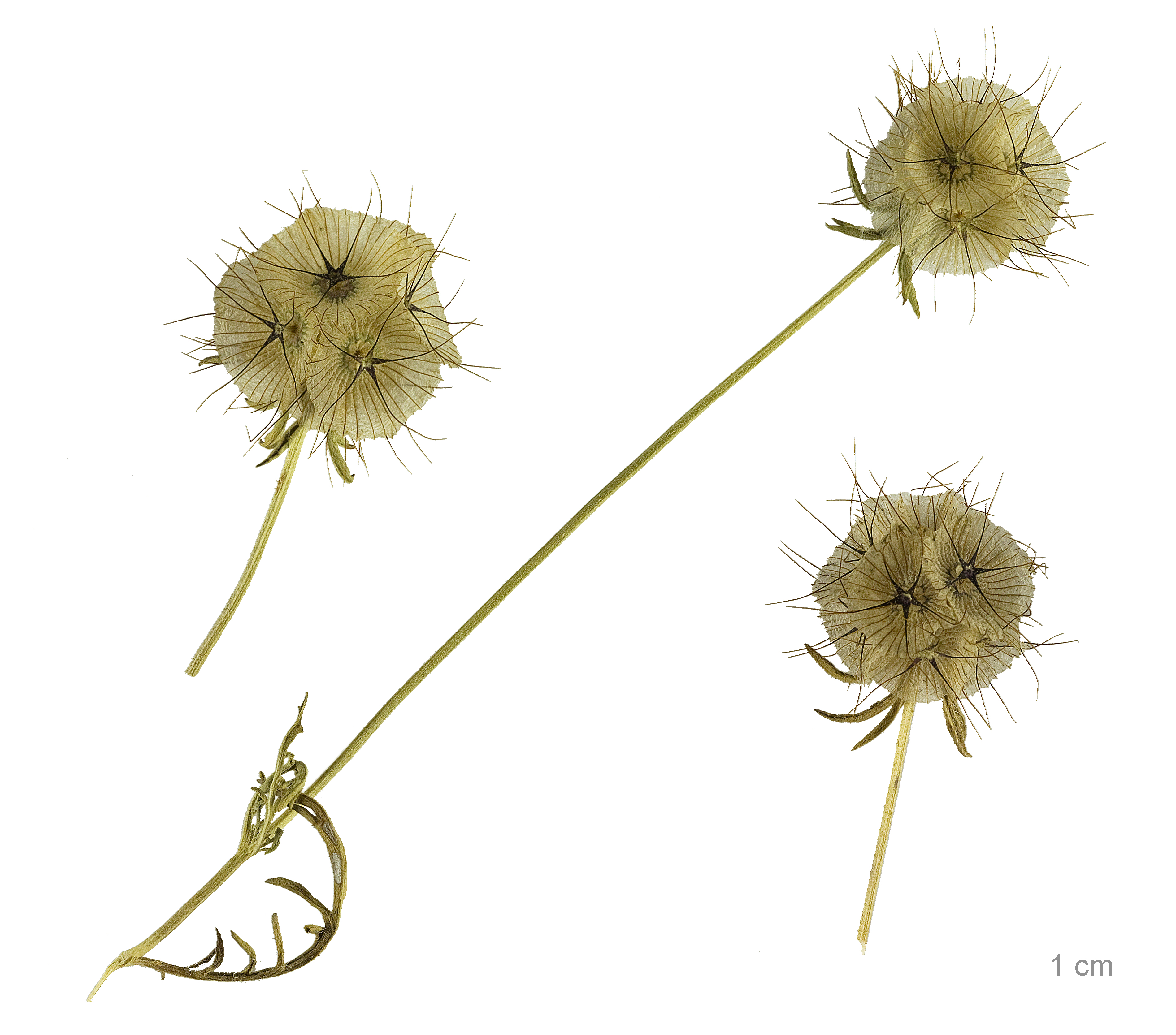
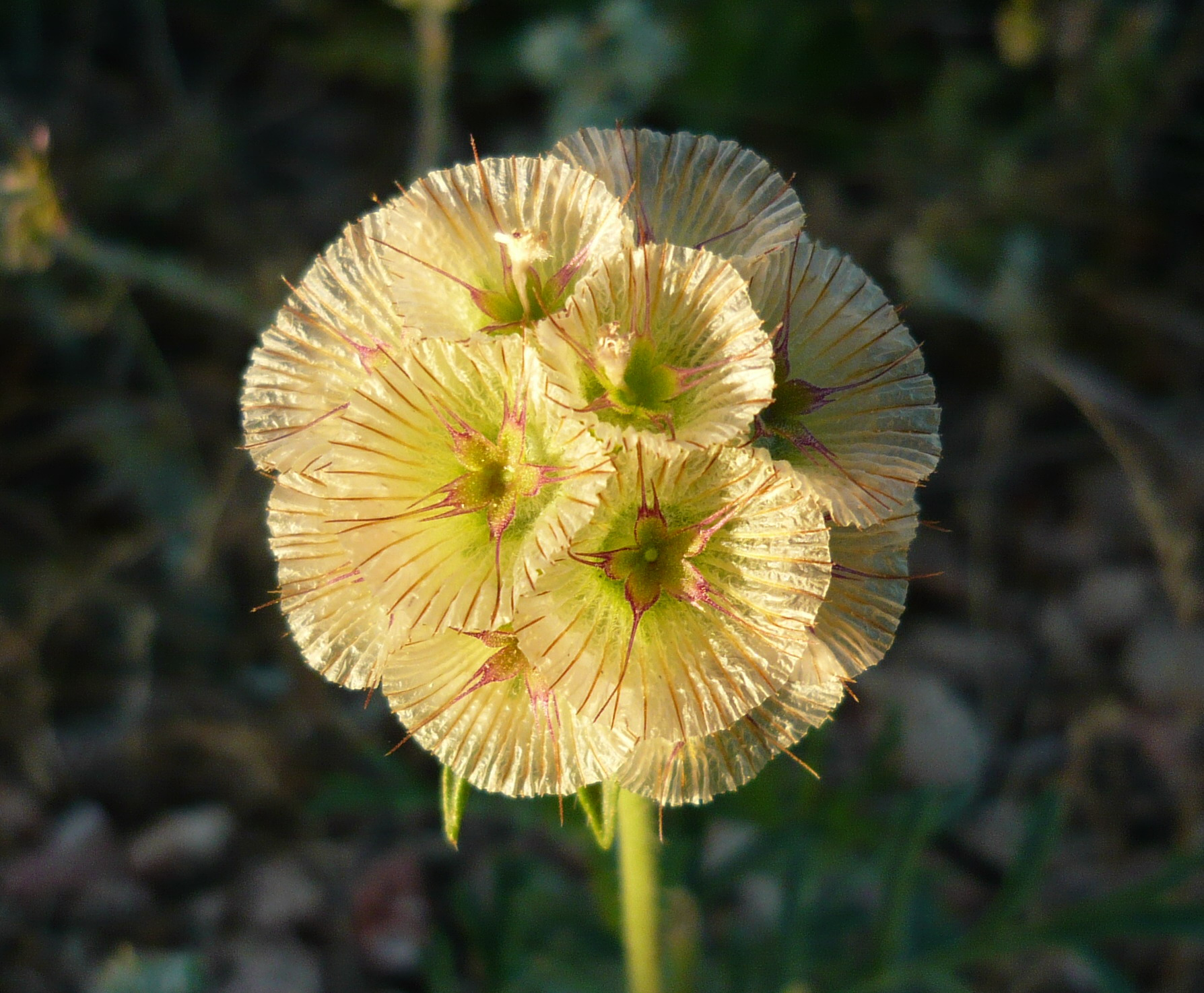
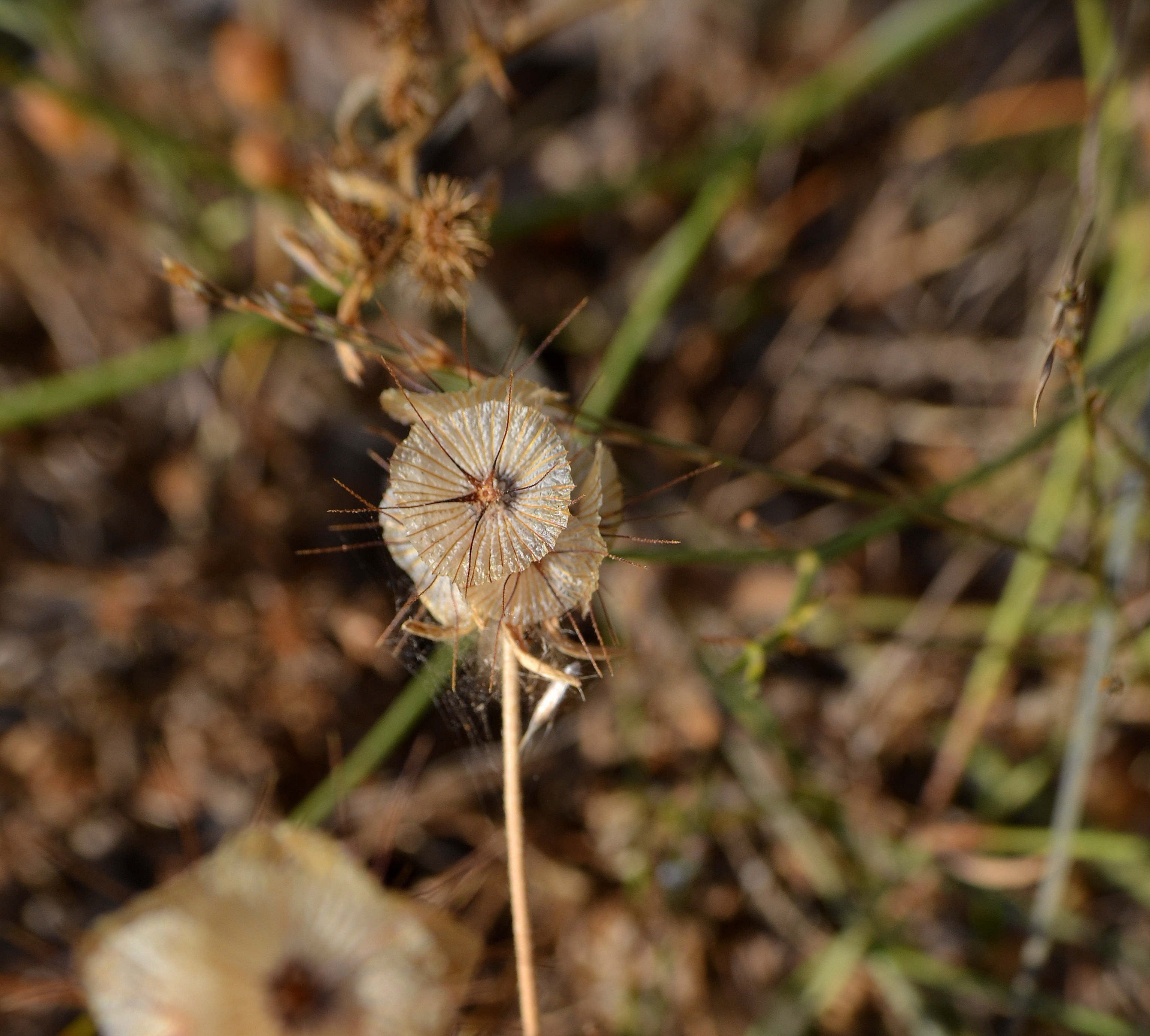
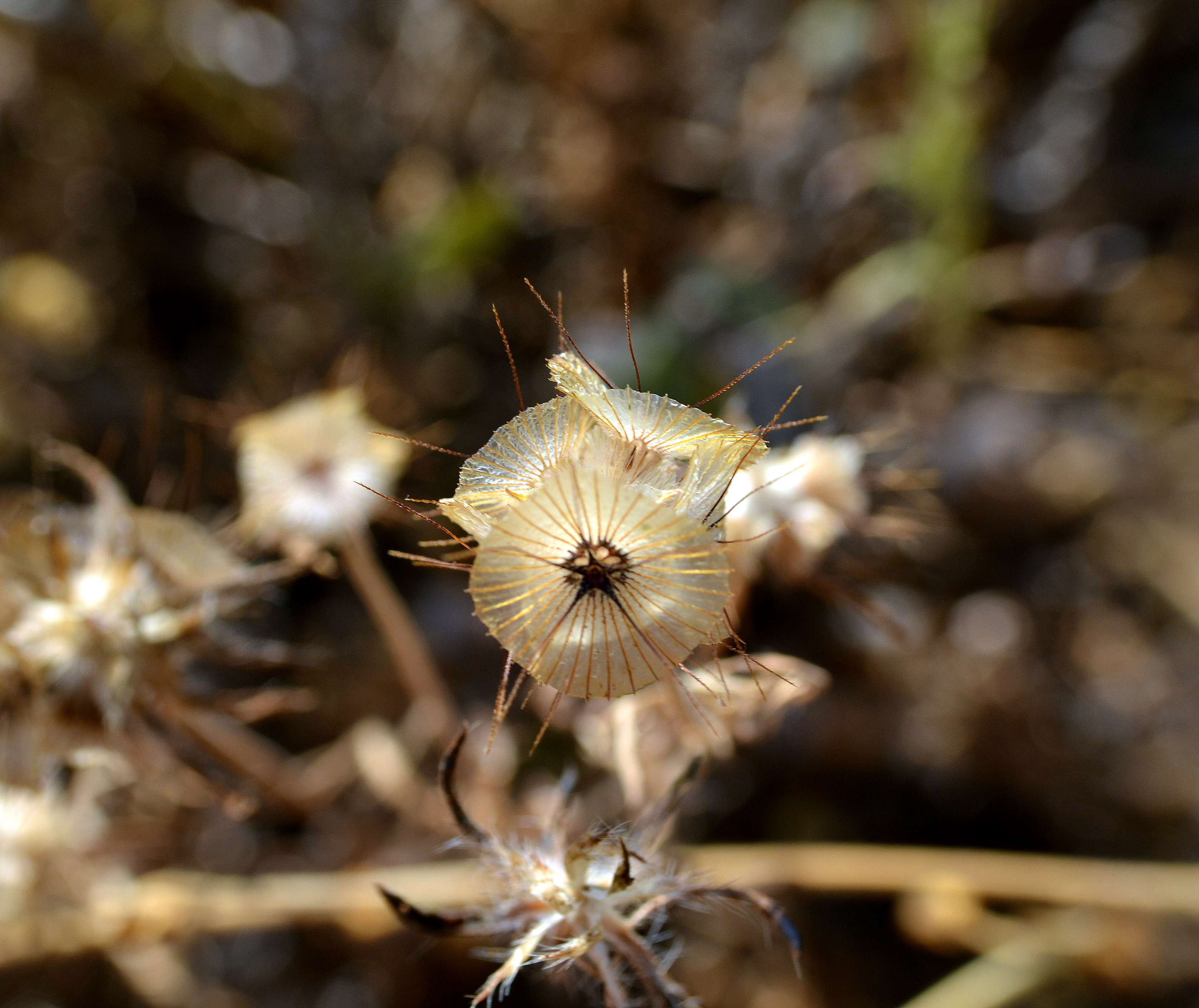